# 睦虎竜
睦 虎竜（ぼく こりゅう、목호룡; モク ホリョン、1684年（粛宗10年） - 1724年（景宗4年/英祖即位年））は、朝鮮後期、同知中枢府事を歴任した官吏。後に叛逆謀議告発の功により東城君の称号を得た。
本貫は泗川。朝鮮王朝の景宗の時の人。戸曹参判だった睦進恭の後孫であって、南人の庶孽である。

## 経歴
かつて宗親（王の親族）の青陵君の召使いでありながら、風水術を学んで風水師となった。
政治的野心を抱いていた睦虎竜は風水説を利用し、始めは老論の金竜沢・李天紀・李器之らと王世弟（後の英祖）を保護する側であったが、1721年（景宗1年）、金一鏡らの上疏によって金昌集ら老論4大臣が失脚して流配され、少論政権が成立するや、明くる年の1722年（景宗2年）3月、少論側に加担して、王を殺そうという逆賊がいると上奏した。すなわち景宗を弑害しようとするいわゆる三急手説の謀議を告発した。
この告発によって、王は即時、庭鞠を設け、睦虎竜が謀逆を図った逆賊だと指摘した鄭麟重・金竜沢・李天紀・白望・沈尚吉・李喜之・金省行ら60余名が拘置され処罰される獄事が起こった。白望は審問を受けながら、これは勢力を嫌う少論・南人が王世弟（後の英祖）を陥れようとでっち上げた謀略だと主張したが、当時、審問を担当していた南人らはこれを黙殺した。このようにして、李天紀・李喜之・沈尚吉・鄭麟重・金竜沢・白望・張世相・洪義人らと、先だって王世弟を立てたいわゆる建儲4大臣である李頤命・金昌集・李健命・趙泰采らが順に死刑にされた。
老論4大臣の失脚と、それに続く謀叛疑獄による粛清劇という2つの大事件が、辛丑と翌壬寅の年の2年間に立て続けに起こったため、この一連の事件を辛壬士禍と呼ぶ。
睦虎龍は告発の功で扶社功臣3等として東城君に封ぜられ、同知中枢府事に昇った。
この事件は主として金一鏡・趙泰耉ら少論が当時、執権党である老論を無みするための謀略であったと同時に、この事件後、前に少論の巨頭であった尹宣挙・尹拯父子は官職が追復された。
その後、1724年に英祖が即位すると、老論の上疏によってついにこの謀略が露見して辛壬士禍は誣告によって起こったものであることが明らかにされるや、金一鏡・睦虎竜らは逮捕され、金一鏡は拷問を受けながら英祖を優れているだろう（進賜：君主でない王子に対する尊称）と称えつつ、王に向かず、最後まで共謀者はないと言い張り、睦虎竜は獄中で急死し、睦虎竜と金一鏡の2人だけが唐古介（朝: 당고개; タンコゲ）で首をはねられ、睦虎竜の首は3日間、通りに吊るされて曝し首にされ、彼が密告した文は火に焼かれてしまった。
元来、英祖は東宮時代に少論らに多くの苦しみを受けたと同時に、睦虎竜の密告事件の時には生命の脅威まで受けたので、即位するや直ちに少論を排斥し、老論を起用したのである。